# Oregon County
Oregon County is een county in de Amerikaanse staat Missouri.
De county heeft een landoppervlakte van 2.050 km² en telt 10.344 inwoners (volkstelling 2000). De hoofdplaats is Alton.